# Empoasca fumatipennis
Empoasca fumatipennis är en insektsart som beskrevs av Rauno E. Linnavuori 1960. Empoasca fumatipennis ingår i släktet Empoasca och familjen dvärgstritar. Inga underarter finns listade i Catalogue of Life.